# BMG Entertainment
BMG Entertainment (где BMG сокращение от Bertelsmann Music Group) — мультинациональная компания.
Являлась музыкально-развлекательным подразделением (дочерней компанией) немецкой медиа-компании Bertelsmann A.G. (на 1996 год третьей крупнейшей медиа-компании мира).
Компания BMG Entertainment имела офисы по всему миру, головной офис (штаб-квартира) находился в Нью-Йорке.
Компания была одной из крупнейших развлекательных компаний мира. По данным журнала «Билборд» от августа 1998 года, годовой оборот компании составлял 4,4 миллиарда долларов. По её собственным данным, ей принадлежало 200 музыкальных лейблов в более чем 50 странах мира (в частности, в 1979 году она купила лейбл Arista Records). На декабрь 2000 год годовой оборот составлял 4,7 миллиарда долларов.
Как сообщалось в 2004 год, компании тогда принадлежало более 200 музыкальных лейблов в 54 странах мира. Среди её активов: Ariola, Arista Records, BMG Music Canada, BMG Classics, BMG Direct, BMG Distribution, BMG Music Publishing, BMG Special Products, RCA Music Group, RCA Label Group Nashville, Windham Hill Group.
С 1988 по 1998 годы BMG Music была вместе с Warner Music Group, EMI, Sony Music, Universal Music Group и PolyGram одним из шести так называемых мейджор-лейблов (ведущих мировых звукозаписывающих компаний, на которых в совокупности приходится львиная доля рынка музыки). В 1998 году, когда PolyGram был поглощён компанией Universal Music Group, стала одной из пяти. В 2004 году произошло слияние BMG и Sony Music Entertainment в компанию Sony BMG (в которой корпорации Sony и Bertelsmann имели по 50 %).
В 2009 году пути BMG и Sony разошлись. Bertelsmann продал Sony свою половину компании Sony BMG, и Sony BMG была переименована обратно в Sony Music Entertainment.
Теперь эта реформированная компания Sony Music Entertainment осталась одной из уже всего трёх мейджор-лейблов мира: Sony Music Entertainment, Warner Music Group и Universal Music Group (Universal Music Group из них самая большая).